# Fletcher Christian
Fletcher Christian (ur. 1764 – zm. 1793 ?) – angielski marynarz. Pochodził ze starego, sięgającego korzeniami średniowiecza, rodu z hrabstwa Cumberland.
Fletcher Christian był podporucznikiem (Acting Lieutenant) na żaglowcu Royal Navy HMS Bounty pod dowództwem kapitana Williama Bligha i został przywódcą buntu, do którego doszło 28 kwietnia 1789 roku. Wraz z ośmioma innymi buntownikami oraz sześcioma mężczyznami i czternastoma kobietami z Tahiti osiedlił się na wyspie Pitcairn.
W 1808 roku wyspa ta została ponownie odkryta przez amerykański statek wielorybniczy Topaz. Według jedynego pozostałego przy życiu buntownika, Johna Adamsa, Christian został zamordowany przez Tahitańczyków lub popełnił samobójstwo. Według innych, niepotwierdzonych, przekazów, był widziany w roku 1808 lub 1809 w Plymouth.